# 叶罗费·哈巴罗夫
叶罗费·帕夫洛维奇·哈巴罗夫（羅馬化：Yerofey Pavlovich Khabarov；1603年—1671年），俄国人，原为暴发富商，后因服刑破产，乃向雅库次克总督弗兰茨别科夫请自筹队伍远征黑龙江。
1649年（顺治六年），哈巴罗夫组成一支150人的武装队伍从勒拿河和奥廖克马河侵入中国黑龙江流域5个村镇。1650年（顺治七年）7月又强占了上游北岸的雅克萨，并沿江岸大肆掠杀当地达斡尔、索伦、费雅喀等族居民。1653年抵达乌苏里江与黑龙江的汇合点，并将此地绘入其勘测地图中。后被清朝边防军围攻，放弃城寨而逃，因侵华有功，被沙皇封为服役贵族。绘有《阿穆尔河图》。
1858年（咸丰八年），俄国东西伯利亚总督尼古拉·尼古拉耶维奇·穆拉维约夫在签定了《瑷珲条约》后仅仅三天，在1858年5月31日，考察了乌苏里江东岸入黑龙江交汇处的伯力。西伯利亚兵团的哥萨克士兵在此建立的防卫村，为了纪念哈巴罗夫在远东地区的事跡将伯力改称为哈巴罗夫卡（Хабаровка），这一天成为这座城市的建城纪念日。1860年中俄《北京条约》签定，乌苏里江以东地区全部割让给俄国。在哈巴罗夫卡，随著居民点的扩大，1880年获得了从城镇升级为城市的地位。1893年11月2日（俄历10月21日）又改名为哈巴罗夫斯克（Хабаровск）。
今天这里是俄罗斯远东联邦区和哈巴罗夫斯克边疆区的首府，管辖着6179900平方公里的整个东西伯利亚。1958年在哈巴罗夫斯克建城100周年的时候，在火车站广场建成了巨大的哈巴罗夫的铜像纪念碑。这是按照全苏联雕塑比赛获奖作品为原型建造的。1958年5月29日举行了隆重的落成典礼。
俄罗斯邮政在2003年8月27日为了纪念开拓远东新领土的探险家叶·帕·哈巴罗夫诞辰400周年，发行了纪念邮资封。

## 外部連結
- http://www.rulex.ru/01220001.htm（页面存档备份，存于）
- http://www.peoples.ru/science/travellers/hkabarov/（页面存档备份，存于）